# Staatliche Kunsthalle Baden-Baden

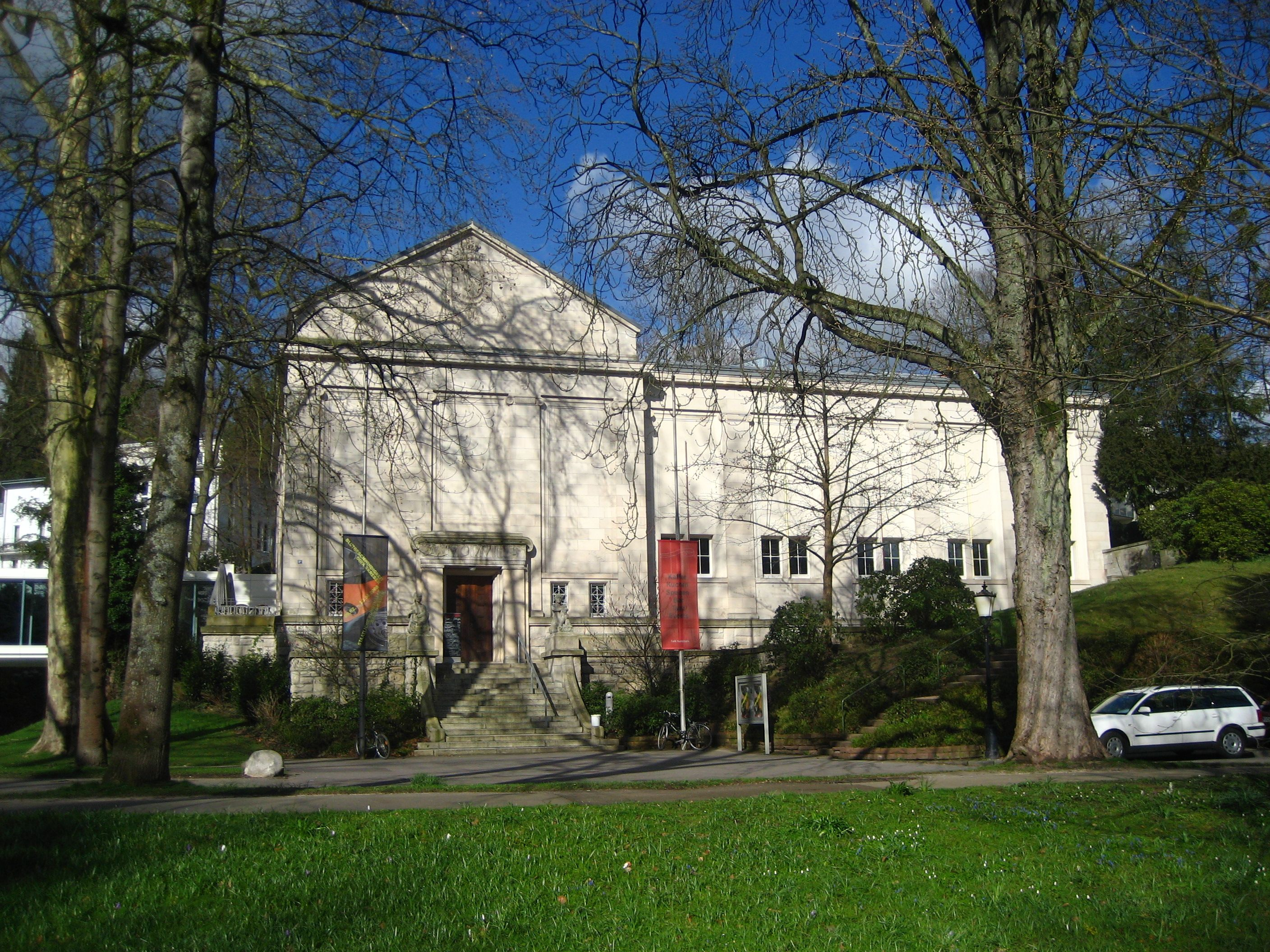
Kunsthalle Baden-Baden (März 2008)

Die Staatliche Kunsthalle Baden-Baden in der Lichtentaler Allee in Baden-Baden gehört als Ausstellungsinstitut mit internationalem Renommee zu den ältesten Kulturinstitutionen der Stadt und der Region. Seit ihrer Eröffnung im Jahr 1909 als Ausstellungshalle der Freien Künstlervereinigung Baden e. V. ist sie ein Schaufenster für klassische, moderne und zeitgenössische Kunst; Träger ist das Ministerium für Wissenschaft, Forschung und Kunst Baden-Württemberg. Seit Mai 2025 stellen Eckart Köhne und Susanne Schulenburg – in der Nachfolge von Çağla Ilk und Misal Adnan Yıldız – als Duo die Direktion der Kunsthalle.
Mehrere Ausstellungen pro Jahr sind einzelnen Künstlerpersönlichkeiten und aktuellen wie historischen Fragen von Kunst und Kultur gewidmet. Als Haus ohne eigene Sammlung hat die Staatliche Kunsthalle große Freiheit in der Gestaltung des Programms und kann sehr flexibel auf neue Strömungen reagieren.
Nachbar des Gebäudes, architektonisch verbunden durch eine verglaste Brücke, ist seit 2004 das von dem amerikanischen Architekten Richard Meier errichtete Museum Frieder Burda.

## Architektur
Die Kunsthalle wurde von dem Karlsruher Architekten Hermann Billing erbaut und im Jahr 1909 eingeweiht. Das nach außen hin asymmetrisch wirkende Gebäude wurde im späten Jugendstil geplant und am Eingang der Lichtentaler Allee realisiert. Architektur und Bauornamentik zitieren die klassische, griechisch-römische Antike.
Dafür sprechen der Dreiecksgiebel, die Wandpfeiler mit ionischen Kapitellen, das umlaufende und verkröpfte Kranzgesims mit Eierstab, der auch neben den Voluten und der Jahreszahl 1908 in römischen Ziffern über dem markant überwölbten Portal erscheint. Das hochrechteckige Portal im Mittelrisalit mit Dreiecksgiebel zitiert den Typus griechischer Schatzhäuser in Delphi. Zudem variiert in der Gestaltung des Eingangs das Portal am ionischen Erechtheion auf der Akropolis in Athen. Auch von Vitruv ließ sich Billing bei der Konzeption der Kunsthalle inspirieren.
Die Architektur nimmt des Weiteren auf das in den Jahren 1821–1825 errichtete klassizistische Baden-Badener Kur- und Konversationshaus mit Casino und Konzertsälen von Friedrich Weinbrenner Bezug.
Über die Freitreppe gelangt man in das Untergeschoss der Kunsthalle, in dem sich heute ein Café, die Kasse und Räume der Verwaltung befinden. Hier öffnet sich seitlich das von dem österreichischen Künstler Heimo Zobernig konzipierte und dem Architekten Michael Wallraff realisierte Großraumbüro. Im Hauptgeschoss stehen für Ausstellungen und Veranstaltungen zwei große Säle und eine Folge von rechteckigen und achteckigen Kabinetten im Umgang zur Verfügung. Sie bieten im Wechsel unterschiedlichster Raumeindrücke und Durchblicke eine Vielzahl von Inszenierungsmöglichkeiten. Die Ausstellungsräume mit ihren eingewölbten, gerasterten Lichtdecken sind bis auf den hoch schwebenden Fries im großen Saal frei von jeglichem ornamentalen Schmuck. Das besondere Licht, die Raumproportionen und Raumfolgen mit wechselnden Perspektiven haben sich über die vielen Jahrzehnte seit dem Beginn der Ausstellungsaktivitäten im Jahr 1909 als ideal für die Präsentation von Kunst erwiesen. Bis heute bieten diese Räume den Rahmen, den eine Ausstellungshalle wie ein Museum benötigt, um der Kunst und ihren Betrachtern vorbildlich zu dienen.
Der Bau selbst stieß zu Zeiten seiner Gründung auf Unverständnis:
Mancher Besucher legte den weitgehenden Verzicht auf schmückende Ornamente abschätzig als Ärmlichkeit aus, andere bemerkten spöttisch, sie fühlten sich angesichts der strengen Fassade eher an ein Krematorium als an eine Stätte der Kunst erinnert.
Die strenge Architektur gilt heute jedoch als ein frühes Beispiel für Tendenzen der Vereinfachung des Jugendstils, wie man sie auch bei dem schottischen Architekten und Designer Charles Rennie Mackintosh und den Wiener Werkstätten um Josef Hoffmann beobachten kann.

## Kunst am Bau
- Die Freitreppe flankieren programmatisch die weiblichen Personifikationen von Malerei und Bildhauerei, zwei Skulpturen des Karlsruher Bildhauer Hermann Binz (1876–1946)
- Die aus zwei quer liegenden Rechtecken bestehende, in den Hang vor der Kunsthalle eingetiefte Stahlskulptur des amerikanischen Bildhauers Richard Serra konnte anlässlich der Ausstellung 1978 realisiert werden. Sie gehört zu den wenigen öffentlichen Werken dieses Künstlers, die die Landschaft mit einbezieht.
- An der Fassade wurde 1989 eine Lichtinstallation des amerikanischen Lichtkünstlers Dan Flavin, To the People of Baden-Baden, in roten und gelben Leuchtstoffröhren angebracht. Eine weitere, seitlich installierte Arbeit aus blauen Leuchtstoffröhren hat der Künstler als Dank für die Ausrichtung der großen Einzelausstellung den Mitarbeiterinnen und Mitarbeitern der Staatlichen Kunsthalle Baden-Baden gewidmet.

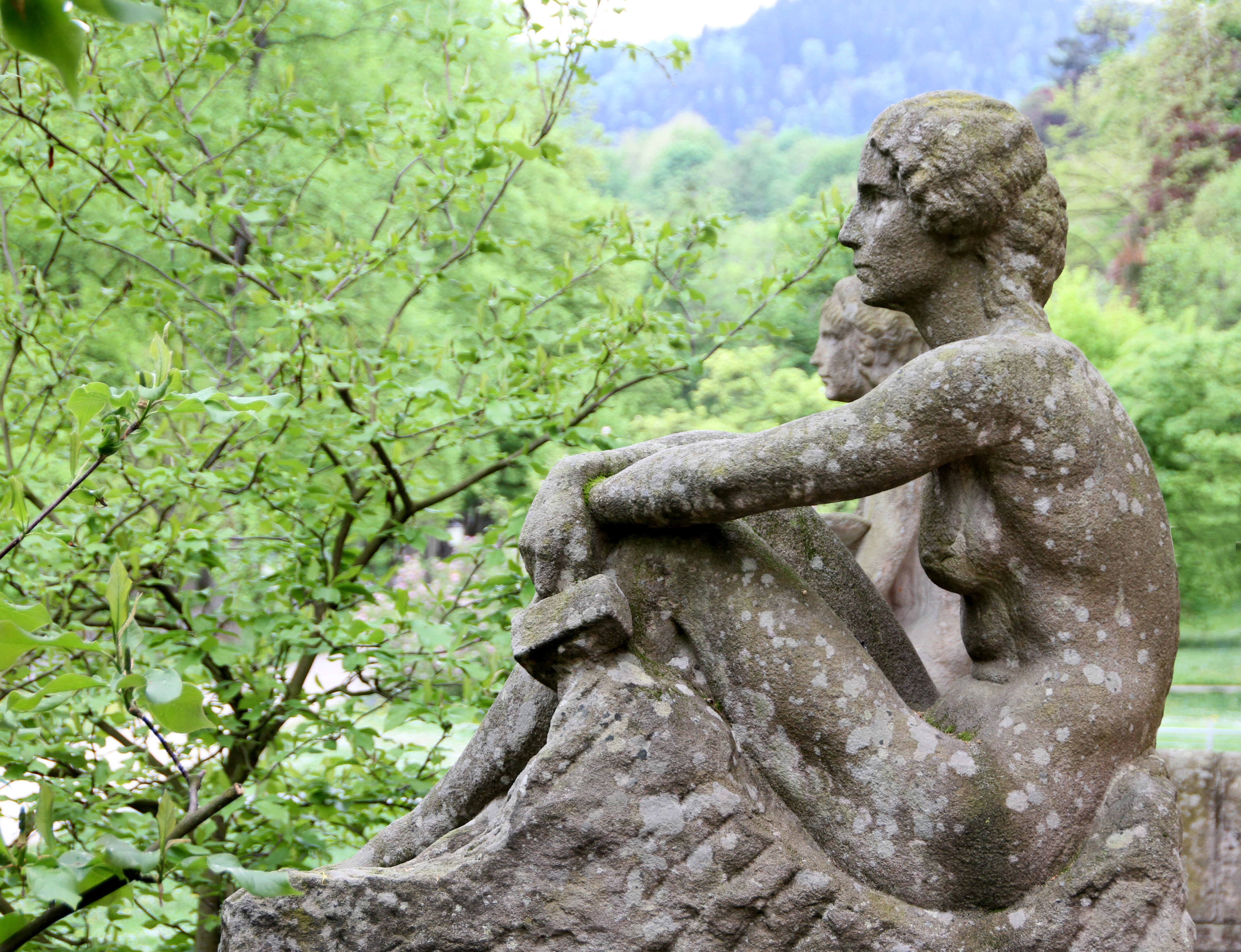
Statuen von Hermann Binz an der Freitreppe
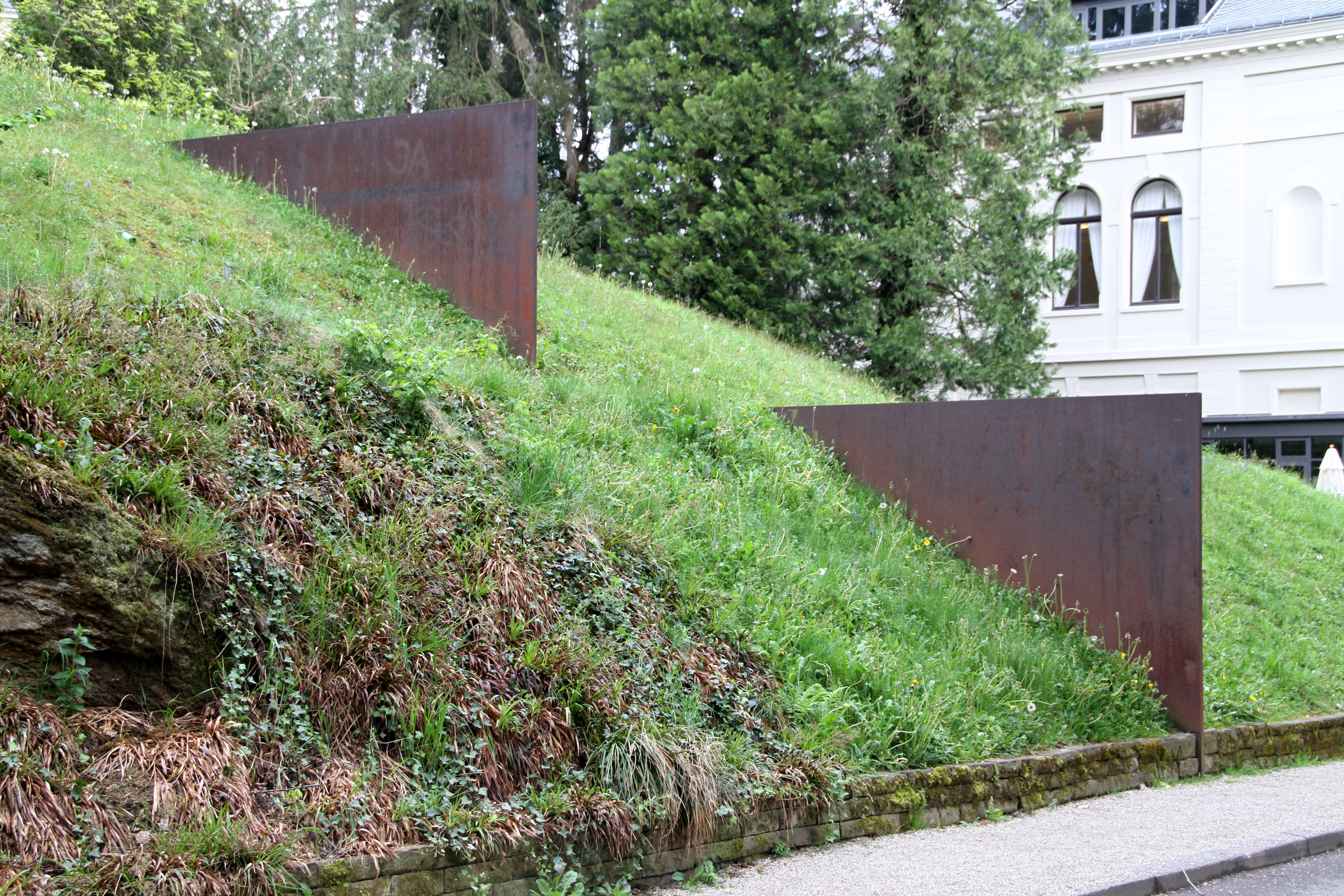
Richard Serra: Skulptur ohne Titel (1978)
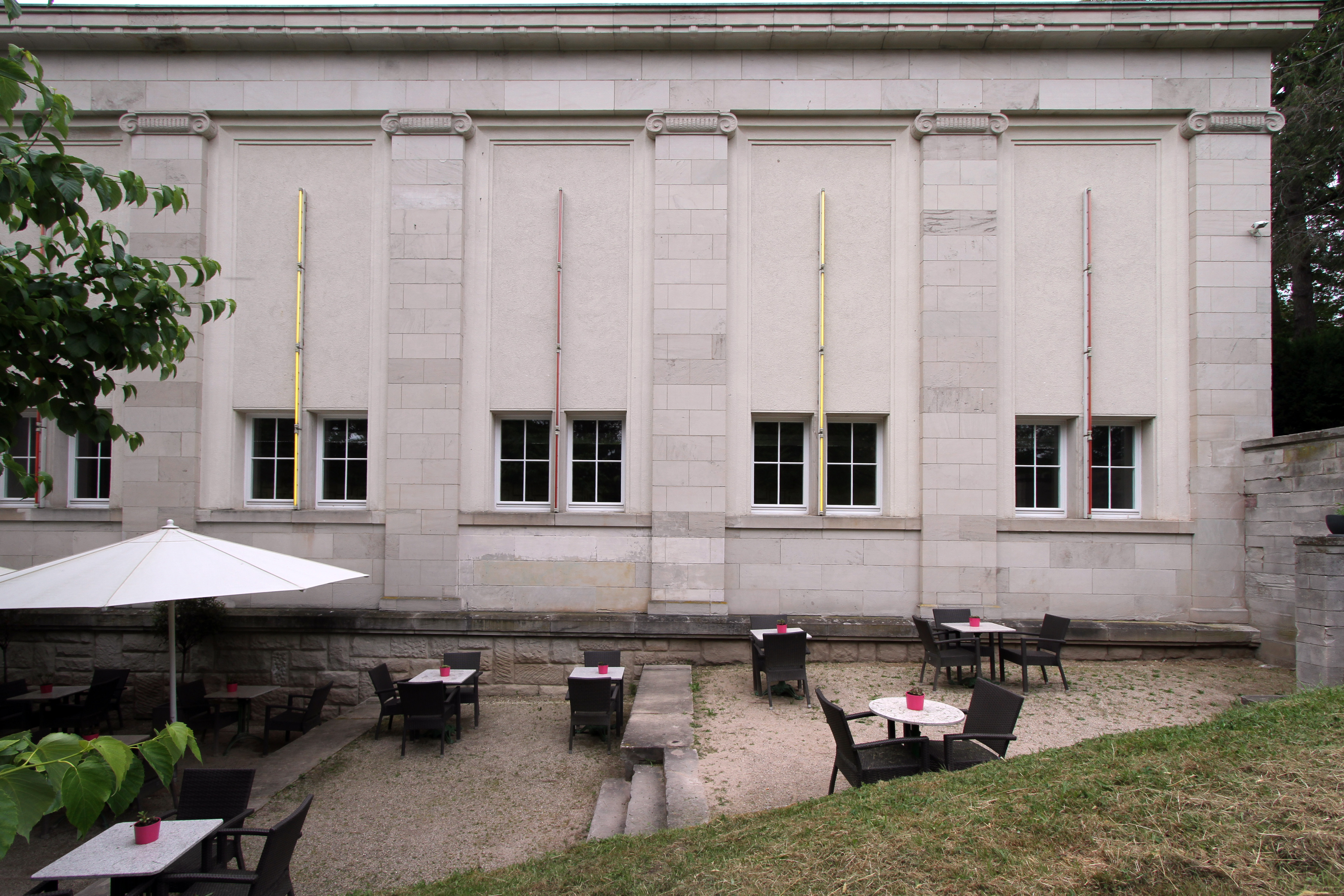
Dan Flavin: To the People of Baden-Baden (1989)

## Geschichte der Kunsthalle
Als Kunsthalle Baden-Baden ging das Haus aus einer privaten Stiftung des Malers und Sohn des Mitbegründers der Badische Anilin- & Soda-Fabrik (BASF), Robert Engelhorn hervor, der 1906 das Projekt einer permanenten Kunstausstellung für Baden-Baden vorstellte. Die Architektur verantwortete der Karlsruher Architekt Herrmann Billing (1867–1946), einer der führenden und dennoch umstrittenen badischen Architekten. Nach der Verwirklichung der Mannheimer Kunsthalle (1905), des Rathauses in Kiel, des Kollegiengebäudes der Freiburger Universität und zahlreicher Kunst- und Ausstellungshallen galt Billing als erfahrener Museumsarchitekt. Den Direktauftrag für die Kunsthalle erhielt er durch seinen engen Kontakt zur Karlsruher Künstlerschaft, der Stadtregierung und den Stadthonoratioren.
Herrmann Billing hatte die Kunsthalle 1906 bis 1907 zusammen mit seinem Partner Wilhelm Vittali (1859–1920) geplant. Im April 1909 wurde sie, unter Anwesenheit von Großherzog Friedrich II., mit einer ersten Ausstellung eröffnet, 1912 entstand die Terrassenanlage im Außenbereich. Herrmann Billings Entwurf sah für Baden-Baden zunächst eine Zweiflügelanlage mit Mittelrisalit über dem Eingang vor. Aus Kostengründen wurde das Gebäude reduziert, mit der Option, den östlichen Flügel zu einem späteren Zeitpunkt zu realisieren. Bauherr war das Großherzoglichen Ministerium des Innern, als Trägerverein fungierte die von Engelhorn gegründete und unterstützte Freien Künstlervereinigung Baden e. V. In staatliche Obhut überführt wurde die Kunsthalle 1927, verursacht durch die Vermögensverluste, die der Stifter Robert Engelhorn durch die Inflation erlitt.
Unter dem Titel Ständige Kunstausstellung Baden-Baden fanden bis in die 1930er Jahre zumeist zwei Ausstellungen pro Jahr statt, teils wegen der oft überdurchschnittlichen Beteiligung der Mitglieder der Freien Künstler-Vereinigung aus dem benachbarten Karlsruhe kritisiert.
Im Sommer 1938 und 1939 wurde durch den Verein der Kunstfreunde am Oberrhein die Oberrheinische Kunstausstellung organisiert.
Die Kunsthalle hat im Zuge ihrer Geschichte zahlreiche Umbauten und ständige Verbesserungen der technischen Ausstattung erfahren. Zuletzt noch 2004 wurde – parallel zur architektonischen Angliederung des Museums der Sammlung Frieder Burda – das Café Kunsthalle im Foyer eingerichtet.

## Ausstellungen
Ursprünglich als Ausstellungshalle für die badische Künstlerschaft initiiert, entwickelte sich die Staatliche Kunsthalle Baden-Baden seit den späten 1950er Jahren zu einem Institut von internationalem Rang.
Die Geschichte der Ausstellungstätigkeit in der Staatlichen Kunsthalle war stark durch Persönlichkeit, fachliche Interessen und entsprechende inhaltliche Akzente ihrer Direktoren geprägt:
Unter der Leitung von Dietrich Mahlow (1957–1967) wurde die Staatliche Kunsthalle zu einem Schaufenster der Weltkulturen. Ausstellungen wie Amerikanische Keramik (1960), Das naive Bild der Welt (1961), Schrift und Bild (1962/63) oder Primitive Textilwirkereien aus Ägypten (1963), neben zahllosen monografischen Werkschauen von Hans Arp bis Jean Tinguely entwarfen eine neue Vision für dieses Haus.
Mit Klaus Gallwitz (1967–1974) hielten die ersten Blockbuster-Ausstellungen Einzug in Baden-Baden: Revolutionsarchitektur (1970), Salvador Dalí (1971), Hans Makart (1972), Russische Realisten (1972/73). In der Reihe 14 mal 14 (1968–1973) wurde die Staatliche Kunsthalle dem Publikum als offenes Atelier für jeweils zwei Wochen dargeboten. Damals junge Künstler, die heute Weltruhm genießen, u. a. Georg Baselitz, Gerhard Richter, Günther Uecker, Markus Lüpertz und Anselm Kiefer hatten hier ihre erste Ausstellung.
Hans Albert Peters (1974–1980) sichtete Positionen in der Klassischen Moderne mit Juan Gris (1974), Aristide Maillol (1978), Robert Delaunay (1976), Richard Serra (1979) und René Magritte (1976). Zu Gast war die Mailänder Pinacoteca di Brera mit ausgewählten Werken der oberitalienischen Malerei des 16. bis 18. Jahrhunderts von Bembo bis Guardi (1975).
Unter der Leitung von Katharina Schmidt (1980–1985) wurden große Deuter der menschlichen Existenz entdeckt: Bruce Nauman (1981), Rebecca Horn (1981), Dani Karavan (1982), Jannis Kounellis (1982), Karel Appel (1982), Cy Twombly (1984). In Erinnerung blieben auch die Zeichnungen von Georges Seurat (1984), japanischen Pinselzeichnungen in der Ausstellung Aus der fließend vergänglichen Welt (1984) und Chinesische Malerei der Ming und Quing-Dynastien in Im Schatten hoher Bäume (1985).
Die Wanderausstellung Räume heutiger Zeichnung mit Werken aus dem Basler Kupferstichkabinett fand vom 12. Oktober bis 1. Dezember 1985 statt.
Jochen Poetter (1985–1997) dokumentierte minimalistische Strategien, die die Architektur zur jeweiligen künstlerischen Inszenierung ins Verhältnis setzten, mit Künstlern wie Gerhard Merz (1987), Donald Judd (1989), Dan Flavin (1989), Reiner Ruthenbeck (1993) und Richard Tuttle (1993). Für Deutschland wurden amerikanische Künstler wie Chuck Close (1994), Alex Katz (1995) und Cindy Sherman (1997) neu entdeckt.
Margrit F. Brehm (1997–1999) setzte als kommissarische Leiterin Akzente mit Impressionismus und Symbolismus – Malerei der Jahrhundertwende aus Polen (1997), Highlights aus dem Gemeentemuseum Den Haag (1998), Minimal-Maximal (1999), mit kosmischen Visionen in … einerseits der Sterne wegen (1999) und Einzelausstellungen wie Erwin Gross (1997), John Armleder (1998/1999) und Dieter Krieg (1999).
Kunst diente Matthias Winzen (1999–2005) als Erkenntnismittel aus eigenem Recht. In Trilogien wie Du sollst Dir ein Bild machen (2001/02) und Multiple Räume: Seele – Park – Film (2004/05) gewann die Kunsthalle unter seiner Leitung das Profil eines Forschungsinstituts zur Frage des Ortes der Kunst im Leben. Ausstellungen zu Thomas Ruff (2001/02), Georg Herold (2004), Marlene Dumas (2005/06), Thomas Schütte (2006) und Stephan Balkenhol (2006) wechselten mit thematischen Einblicken in Privatsammlungen.
Fritz Emslander (2005–2006) zeigte als kommissarischer Leiter mit Tiefenschärfe – Bilder vom Menschen (2006) Schätze der Fotografiegeschichte aus bislang wenig bekannten französischen Sammlungen. In Ballerina in a Whirlpool (2006) wurde anhand von bedeutenden Werken der Installationskunst aus der Sammlung Hauser & Wirth menschliche Wahrnehmungsstrukturen untersucht. Lost and Found (2006/07) widmete sich der wenig bekannten aktuellen ungarischen Kunst.
Karola Kraus (seit Herbst 2006) konzentriert ihr besonderes Interesse auf Klassiker konzeptueller Kunst im Dialog mit künstlerischen Positionen der 1980er und 1990er Jahre. Who’s Afraid of Red, Yellow and Blue – Positionen der Farbfeldmalerei, André Cadere – peinture sans fin, Dirk Skreber –Blutgeschwindigkeit, Nairy Baghramian – Walker Day Off, Stephen Prina und Kasimir Malewitsch markieren ihre Ausstellungsaktivitäten 2007/2008.
Johan Holten kuratierte 2011 seine erste Ausstellung Geschmack. Der gute, der schlechte und der wirklich teure. Unter seiner Leitung folgten zahlreiche Einzel- und Gruppenausstellungen: Chto Delat? in Baden-Baden. Das Lehrstück vom Un-Einverständnis (29. Oktober 2011 – 12. Februar 2012), Jacqueline Kennedy Onassis – Eine Romantische Ausstellung von Jan De Cock (10. März – 24. Juni 2012), Solch ungeahnte Tiefen – Werke von Wangechi Mutu (14. Juli – 30. September 2012), BILDERBEDARF. Braucht Gesellschaft Kunst? (20. Oktober 2012 – 17. Februar 2013), Elizabeth Peyton – Here She Comes Now (9. März – 23. Juni 2013), AUF ZEIT – Was hinter dem Putz steckt (20. Juli – 27. Oktober 2013), Macht der Machtlosen (16. November 2013 – 9. Februar 2014), Room Service – Vom Hotel in der Kunst und Künstlern im Hotel (22. März – 22. Juni 2014), Eva Kot'átková – Experiment für sieben Körperteile (9. November 2014 – 1. März 2015), Nach dem frühen Tod (21. März – 21. Juni 2015). Michael Müller. SKITS. 13 Ausstellungen in 9 Räumen (2016/17) oder Emeka Ogboh. If Found Please Return to Lagos (2017/18)

## Zitate
„Die Staatliche Kunsthalle Baden-Baden ist mit ihrem raffinierten Wechsel kleiner und größerer Räume bei wunderbarem Oberlicht in ihrer zurückhaltenden Klarheit und vornehmen Bescheidenheit der Architektur von all den vielen so genannten Stars der späteren Generationen nicht in den Schatten gestellt! Im Gegenteil bei vielen exaltierten Neubauten wünschte man sich die Ruhe und Konzentration der Räume der Kunsthalle Baden-Baden.“

„Der Konzertsaal der Wiener Gesellschaft der Musikfreunde ist weltberühmt wegen seiner unübertroffenen Akustik. Was der Konzertsaal in Wien für die Musik ist, ist die Kunsthalle in Baden-Baden mit ihren harmonischen Raumproportionen als Ausstellungsraum für die bildende Kunst. Mit dieser Architektur kann kein Ausstellungskurator etwas falsch machen.“

## Wissenswertes
Alle zwei Jahre richtet die Kunsthalle Baden-Baden den Hans-Thoma-Preis für Bildende Kunst des Landes Baden-Württemberg in Bernau im Schwarzwald aus, sie berät die Kunstkommission der Oberfinanzdirektion Karlsruhe / Freiburg im Bereich „Kunst am“ Bau und seit 2004 betreut sie das Stipendium „Brenner's Artist in Residence“.
Mit den Katalogen der Kunsthalle Baden-Baden werden aktuelle, für den Kunstdiskurs relevante Publikationen erstellt, in denen kunsthistorische Forschung und Dokumentationsmaterialien zu den einzelnen Ausstellungen in entsprechender Weise dargeboten werden.
Seit 1997 erschließt ein interdisziplinäres Begleitprogramm neue Besucherkreise mit Vorträgen und Diskussionsrunden, Lesungen, Künstlergesprächen, Filmabenden und Konzerten. Dies geschieht in Zusammenarbeit mit der Volkshochschule Baden-Baden, den Kirchlichen Bildungswerken, dem Theater Baden-Baden, dem Südwestrundfunk, der örtlichen Hotellerie und anderen Einrichtungen in der Stadt, mit denen die Kunsthalle langjährige Partnerschaften pflegt. Zur finanziellen und ideellen Unterstützung der Kunsthalle wurde 1999 der Förderverein Freunde der Staatlichen Kunsthalle Baden-Baden gegründet.
2007 realisierte Günther Förg eine kolossale Wandmalerei im Foyer der Kunsthalle. 2009 wurde das Foyer/Café Kunsthalle von dem Künstler Tobias Rehberger, in Anlehnung an sein preisgekröntes Café Was Du liebst bringt Dich auch zum Weinen auf der Biennale Venedig, umgestaltet. 2010 schuf Daniel die Arbeit 12 Farben für das Café der Kunsthalle. Im Jahr 2013 gestaltete der Prinzessinnengarten Berlin das Café im Eingangsbereich.